# Oeneis rosovi
Espèce
Synonymes
- Oeneis norma rosovi Kurentzov, 1970
- Oeneis philipi Troubridge, 1988

Oeneis rosovi est une espèce d'insectes lépidoptères (papillons) de la famille des Nymphalidae, de la sous-famille des Satyrinae et du genre Oeneis.

## Systématique
L'espèce Oeneis rosovi a été décrite de Sibérie par Alexeï Ivanovitch Kurentzov (d) en 1970.
Les populations nord-américaines sont parfois traitées sous le nom d'Oeneis philipi Troubridge, 1988.
Il a été montré par Layberry et al. (1998) qu'O. philipi et O. rovosi sont conspécifiques, mais cette synonymie n'est pas toujours reconnue,.

## Distribution géographique
En Amérique du Nord, l'espèce est présente en Alaska, au Canada dans le centre du Yukon, dans les Territoires du Nord-Ouest et dans le Nord de la Colombie-Britannique. En Asie, elle est présente dans le Nord et l'Est de la Sibérie et dans la péninsule Tchouktche,.

## Noms vernaculaires
Oeneis rosovi est appelée Philip's Arctic en anglais.

## Description
L'imago d'Oeneis rosovi est de couleur gris teinté de sable, d'une teinte uniformément claire aux ailes antérieures avec un ocelle peu visible, plus foncée avec une bande médiane plus grise aux postérieures.
Le revers des antérieures est semblable, celui des postérieures présente une bande médiane gris foncé bordée de gris argenté.

## Biologie

### Phénologie
Oeneis rosovi vole en une génération, de mi-juin à début juillet,.

### Biotopes
Il réside dans les tourbières.

### Plantes hôtes
Les plantes hôtes sont des « Cottongrass ».